# میرزا حسین‌خان اصانلو
میرزا حسین‌خان نوری‌زاده اصلانلو از سیاستمداران ایرانی بود، که در دوره پنجم بعنوان نماینده بارفروش در مجلس شورای ملی حضور داشت.